# Jürgen Wullenwever
Jürgen Wullenwever (ca. 1492–1537), borgmester af Lübeck, blev formentlig født i Hamborg i 1492. En broder til ham, Joachim Wullenwever, var en tid dansk
foged på Færøerne.
Efter han havde slået sig ned i Lübeck som købmand, tog Wullenwever del i indbyggernes oprør i 1530 og 1531, da han sympatiserede med de demokratiske ideer indenfor religion og politik, som inspirede dem. Efter han var blevet medlem af byrådet og leder af det demokratiske parti, blev han udnævnt som borgmester i starten af 1533 og tilsluttede sig hurtigt den bevægelse, der ville genoprette Lübecks tidligere magtposition.
Man begyndte planlæggelsen af et angreb på byens traditionelle handelsrival, de hollandske byer, da disse blev afbrudt af den danske kong Frederik 1.s død i april 1533, som ændrede de politiske forhold. Lübeckerne protesterede mod, at den danske krone blev tildelt enhver prins, der var venligsindet mod den Tysk-romerske kejser eller den romerskkatolske kirke, og Wullenwever tog til København for at diskutere spørgsmålet. På længere sigt indgik man en alliance med Henrik 8. af England. Man opnåede en større støtte i Nordtyskland, og i 1534 angreb man hertug Christian af Holsten,(den senere Christian 3.), der gjorde krav på tronen. 
I starten havde lübeckerne succes, men da Christian af Holsten med en hær dukkede op uden for Lübeck, og Wullenwevers forsøg på at finde allierede mislykkedes, skiftede stemningen i byen, og indbyggerne ønskede at indgå en fred. Den kejserlige domstol ved Speyer genindførte den gamle forfatning, og i august 1535 genvandt det aristokratiske parti magten. Snart herefter blev Wullenwever pågrebet af Christopher af Braunschweig-Lüneburg, der var ærkebiskop i Bremen og udleveret til dennes bror Henrik 2, hertug af Braunschweig-Wolfenbüttel. Efter at være blevet tortureret og dømt til døden som forræder og anabaptist, blev han halshugget i Wolfenbüttel den 29. september 1537. Wullenwever, der længe blev betragtet som en helt i Lübeck, inspirede tragedier af Heinrich Kruse og Karl Ferdinand Gutzkow, samt en roman af Ludwig Kohler.